# Liste der Kulturdenkmäler in Mündersbach
In der Liste der Kulturdenkmäler in Mündersbach sind alle Kulturdenkmäler der rheinland-pfälzischen Ortsgemeinde Mündersbach aufgeführt. Grundlage ist die Denkmalliste des Landes Rheinland-Pfalz (Stand: 21. Dezember 2021).

## Einzeldenkmäler
| Bezeichnung         | Lage                                                     | Baujahr                            | Beschreibung                                                                 | Bild                           |
| ------------------- | -------------------------------------------------------- | ---------------------------------- | ---------------------------------------------------------------------------- | ------------------------------ |
| Mühle               | Alte Straße 27 Lage                                      | 1860                               | ehemalige Mühle; Fachwerkhaus, teilweise massiv, errichtet 1860              | Fotos hochladen                |
| Scheune             | Koblenzer Straße, zu Nr. 11 Lage                         | 18. Jahrhundert                    | ehemalige Fachwerkscheune, teilweise massiv, im Kern aus dem 18. Jahrhundert | Fotos hochladen                |
| Brunnen             | Schulstraße Lage                                         | zweite Hälfte des 19. Jahrhunderts | Laufbrunnen, Gusseisen, zweite Hälfte des 19. Jahrhunderts                   | weitere Bilder Fotos hochladen |
| Evangelische Kirche | Schulstraße 3 Lage                                       | 1901/02                            | ehemalige Schule, errichtet 1901/02, zur Kirche umgebaut 1973                | weitere Bilder Fotos hochladen |
| Kriegerdenkmal      | nördlich des Ortes auf dem Friedhof Lage                 | 20. Jahrhundert                    | Kriegerdenkmal 1914/18                                                       | weitere Bilder Fotos hochladen |
| Sieben Buchen       | nordwestlich des Ortes; Distrikt Ober dem Stockhahn Lage |                                    | ehemalige Gerichtsstätte (?), aus alten Buchen gebildeter Kreis              | Fotos hochladen                |